# Rudolfův kámen
Rudolfův kámen (tyska: Rudolfstein) är en kulle i Tjeckien.   Den ligger i regionen Ústí nad Labem, i den norra delen av landet, 90 km norr om huvudstaden Prag. Toppen på Rudolfův kámen är 484 meter över havet.